# Пембертон-Гайтс (Нью-Джерсі)
Пембертон-Гайтс (англ. Pemberton Heights) — переписна місцевість (CDP) в США, в окрузі Берлінгтон штату Нью-Джерсі. Населення — 2485 осіб (2020).

## Географія
Пембертон-Гайтс розташований за координатами 39°57′29″ пн. ш. 74°40′30″ зх. д. / 39.95806° пн. ш. 74.67500° зх. д. (39.957920, -74.674924).  За даними Бюро перепису населення США в 2010 році переписна місцевість мала площу 2,43 км², з яких 2,43 км² — суходіл та 0,00 км² — водойми.

## Демографія
Згідно з переписом 2010 року, у переписній місцевості мешкали 2423 особи в 1028 домогосподарствах у складі 588 родин. Густота населення становила 998 осіб/км².  Було 1116 помешкань (460/км²).
Расовий склад населення:
| - 45,0 % — білих - 39,2 % — чорних або афроамериканців - 3,6 % — азіатів - 0,2 % — корінних американців - 6,2 % — осіб інших рас |

До двох чи більше рас належало 5,7 %. Частка іспаномовних становила 16,1 % від усіх жителів.
За віковим діапазоном населення розподілялося таким чином: 19,2 % — особи молодші 18 років, 63,2 % — особи у віці 18—64 років, 17,6 % — особи у віці 65 років та старші. Медіана віку мешканця становила 39,0 року. На 100 осіб жіночої статі у переписній місцевості припадало 100,2 чоловіків;  на 100 жінок у віці від 18 років та старших — 99,3 чоловіків також старших 18 років.
Середній дохід на одне домашнє господарство  становив 68 014 долари США (медіана — 55 444), а середній дохід на одну сім'ю — 85 097 доларів (медіана — 82 125). Медіана доходів становила 55 511 долар для чоловіків та 38 688 доларів для жінок. За межею бідності перебувало 4,9 % осіб, у тому числі 6,8 % дітей у віці до 18 років та 5,9 % осіб у віці 65 років та старших.
Цивільне працевлаштоване населення становило 1163 особи. Основні галузі зайнятості: освіта, охорона здоров'я та соціальна допомога — 28,2 %, публічна адміністрація — 12,6 %, роздрібна торгівля — 11,7 %.